# 1913 en Inde
Chronologie de l'Inde
- 1909
- 1910
- 1911
- 1912
- 1913
- 1914
- 1915
- 1916
- 1917

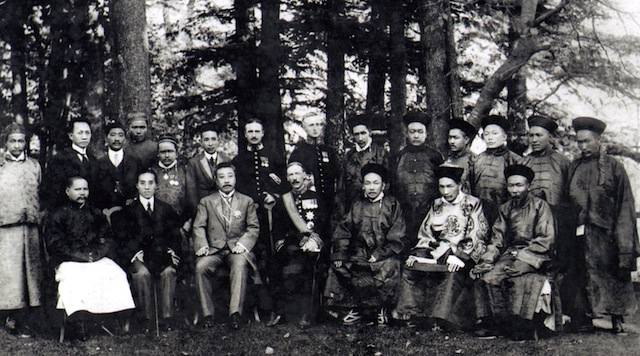
Convention de Simla entre la Grande-Bretagne, la Chine et le Tibet.

Cette page concerne les évènements survenus en 1913 en Inde  :

## Évènement
- 16 mai-14 novembre : Mission d'exploration Bailey-Morshead des gorges de Tsangpo
- juin : Début du procès de l'affaire de la conspiration de Barisal (en).
- 6 octobre : Début de la convention de Simla, signée le 27 avril 1914.
- : Le Mahatma Gandhi est arrêté en Afrique du Sud, alors qu'il mène une marche de mineurs indiens.

## Cinéma
- Sortie du film Raja Harishchandra, considéré comme le premier film de fiction indien.

## Littérature
- Rabindranath Tagore est lauréat du prix Nobel de littérature pour son livre en bengali Gitanjali, qu'il a traduit lui-même en anglais, sous le titre Song Offerings (livre traduit en français par André Gide, sous le titre L’Offrande lyrique).

## Création
- Aloyseum (en), musée de Mangalore
- Indian Journal of Medical Research (en)
- Islamia College University

## Naissance
- Asit Baran (en), acteur et chanteur.
- Bibha Chowdhuri, physicienne.
- Bhagwan Dada (en), acteur et réalisateur.
- Gopal Ghose (en), peintre.
- Padma Gole (en), écrivaine.
- Gangubai Hangal, chanteuse.
- Attia Hosain (en), écrivaine.
- Sahir Hoshiarpuri (en), écrivain.
- Triloki Nath Kaul (en), diplomate.
- Dhananjay Keer (en), écrivain.
- Paramasiva Prabhakar Kumaramangalam (en), chef de l'Armée.
- Vivien Leigh, actrice.
- Chandrakant Mandare (en), acteur.
- Subbaramiah Minakshisundaram (en), mathématicien.
- Bhawani Prasad Mishra (en), poète.
- Vaijnath Mohiniraj Pundlik (en), architecte.
- Saraswati Rane (en), chanteuse.
- Chitrapu Narayana Rao (en), réalisateur.
- Kasturi Siva Rao (en), acteur.
- Balraj Sahni, acteur.
- Yadavindra Singh, maharaja de Patiala (en) et joueur de cricket.
- Pandit Narendra Sharma (en), poète.
- Swapnastha (en), poète.
- Sikandar Ali Wajd (en), poète.

## Décès
- Apcar Alexander Apcar (en), homme d'affaires.
- Brahmachaitanya (en), saint hindou.
- Auguste Desgodins, missionnaire.
- Tirukkodikaval Krishna Iyer (en), violoniste carnatique.
- Devaki Nandan Khatri, romancier.
- Dwijendralal Ray (en), poète, scénariste et musicien.
- Zohrabai (en), chanteuse.